# Специална операция
Специалната операция е организационна форма за провеждане на действия по защита на националната сигурност. Провежда се от специално въоръжени, екипирани и обучени военни или полицейски формирования. Представляват комплекс от съгласувани по задачи, място и време действия, провеждани по единен план от формирования на Въоръжените сили, полицейските и специални служби с цел неутрализиране на заплахи за националната сигурност и обществения ред. Характеризират се с детайлно планиране и важни последици за вътрешнополитическата и външнополитическата обстановка в страната и чужбина. Могат да се класифицират като: специални операции за задържане на опасни престъпници; контратерористични; антитерористични; за освобождаване на заложници и отвлечени; разузнавателни; контраразузнавателни; диверсионни; информационно-психологически.